# Barrage de Xiaolangdi
Le barrage de Xiaolangdi (en chinois : 小浪底) est un barrage près de Jiyuan dans le Henan en Chine sur le fleuve Jaune. Il est associé à une centrale hydroélectrique de 1 836 MW. Il a ouvert en 2000, la première turbine a fonctionné à partir de 2004. Son cout serait de 4,2 milliards de $. Sa fonction est tant d'avoir une production hydroélectrique, que de permettre l'irrigation, la gestion des crues et de la sédimentation du fleuve Jaune, connu pour sa charge sédimentaire importante. Le barrage a été en partie financé par la Banque mondiale. Il aurait nécessité le déplacement de près de 181 000 personnes[réf. souhaitée].

## Situation et accès
Le barrage est situé à environ 40 km au nord de la ville de Luoyang.

## Historique
La construction du barrage a été terminée en 2000, avec un an d'avance par rapport à la planification initiale.

## Caractéristiques techniques
La hauteur maximum du barrage est de 160 m, et sa largeur est de 1 667 m. La retenue créée par le barrage est de 694 155 km2. La puissance installée est de 1 836 MW.
Le barrage de Xiaolangdi est le plus grand de son genre sur le fleuve Jaune, et c'est le deuxième plus important barrage après celui des Trois-Gorges sur le Yangzi Jiang.